# Praktrosella
Praktrosella (Platycercus eximius) är en art i släktet rosellor. Den hör hemma i sydöstra Australien och Tasmanien. Den har blivit införd i Nya Zeeland där vilda populationer finns i norra delen särskilt i den norra halvan av ön och kring Hutt Valley. Även i bergen närheten av Dunedin på Sydön.
Praktrosellan är utöver det spridd runt hela världen som populär burfågel.

## Taxonomi
Praktrosellan fick sitt namn av George Shaw år 1792. Arten har ibland betraktas som en underart till vitkindad rosella (P. adscitus). Namnet blekhuvad rosella har använts som samlingsnamn när man pratat om vitkindad rosella och praktrosellan. Hybrider av de två arterna har registrerats där de mötts i nordöstra New South Wales och sydöstra Queensland.
Tre underarter av praktrosella erkänns:
- P. e. eximius –  Förekommer Victoria and södra New South Wales.
- P. e. elecica – Förekommer i nordöstra New South Wales and sydligaste Queensland. Även kallad guldmantlad rosella eller GMR.
- P. e. diemenensis – Förekommer i östra Tasmanien. Vita kindfläckarna är större och huvudet är mörkare rött.

## Utseende
Praktrosellan är 30–32 cm lång, den har rött huvud med vita kinder. Näbben är vit och iris är bruna. Övre bröstet är rött som huvudet, undre delen av bröstet och buken är gult som övergår till ljusgrönt mot undergumpen. Fjädrarna i rygg och axlar är svarta, och har gulaktigt eller grönaktigt inslag Benen är gråa och stjärten är blågrön.
Ungfåglarna har en gul näbb, blekare och mattare fjäderdräkt med spräckligt grönt och rött huvud och nacke. Unghanarna har något rödare huvud än honorna.

### Könsskillnader
Könen liknar varandra men honan är lite mindre och blekare i fjäderdräkten. Kinderna är inte lika vita som på hanen utan mer naturvita, innerfanen på handpennornas undersida är hos honan mönstrade som ett vitt pärlband, en fullvuxen hane saknar nästan helt detta mönster.

## Ekologi

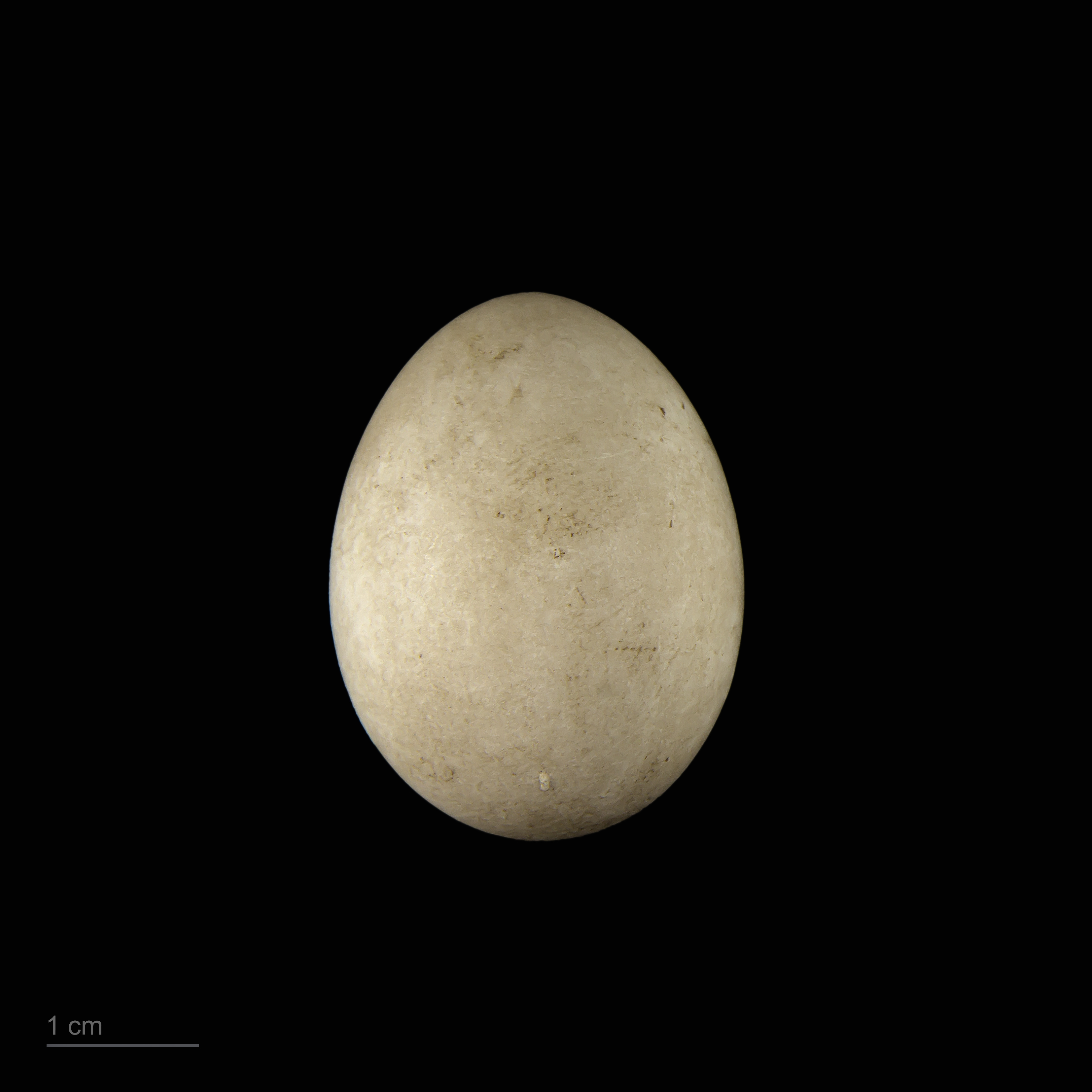

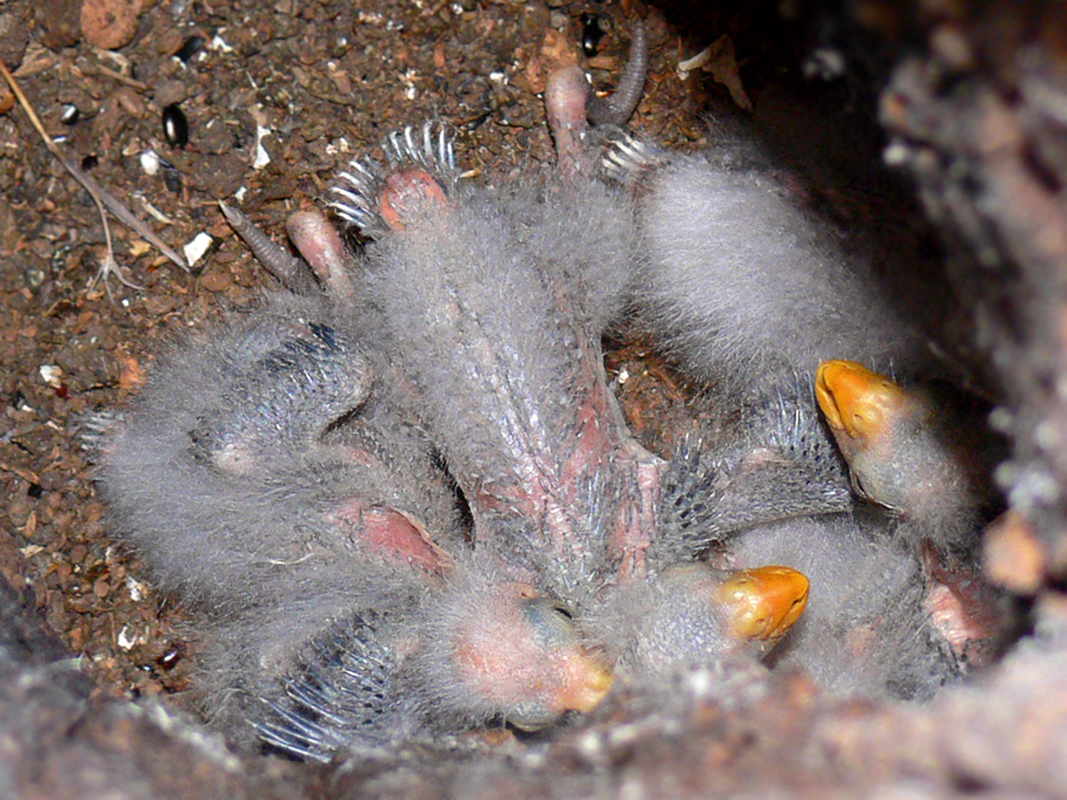
Ungar i ett bo

Parningen sker mellan augusti och januari men en kull. Äggen läggs ofta i hål som hittas i höga träd. Honan lägger mellan fem och sex ägg per kull, men så många som nio ägg har registrerats. Vita och lätt glänsande ägg med en storlek på 26 x 22 mm.

## Praktrosellor som burfåglar
Praktrosellor hålls ofta som burfåglar, nästan alltid på grund av dess färggranna utseende. De är intelligenta fåglar som kan lära sig konster, vissla och även imitera ett fåtal ord och läten. Praktrosellorna kräver mycket uppmärksamhet och många leksaker att bita i för att hålla sig stimulerad. Dessa fåglar tyr sig sällan till människor, inte alltid ens när de handmatats från födsel. Praktrosellor finner sig inte i kramande och lekande som många andra sällskapsfåglar, utan reagerar med att ofta bitas när de känner att en människa kommer för nära. Många uppfödare och ägare rekommenderar därför att fåglarna i första hand ska vara i en stor voljär så de kan flyga och sköta sig själva med minsta möjliga mänsklig närvaro. Trots svårigheterna med dem som tamdjur så uppskattar många djurägare dem för deras livlighet, utseende och starka personlighet.
Äldsta registrerade praktrosellan i fångenskap blev 27,4 år gammal.

## Status och hot
Arten har ett stort utbredningsområde och tros öka i antal. Internationella naturvårdsunionen IUCN listar den därför som livskraftig (LC).